# Вице-президент Республики Абхазия
Вице-президент Абхазии (абх. Аԥсны ахада ихаҭыԥуаҩ) — одно из высших должностных лиц в стране, избирается вместе с президентом Абхазии на 5-летний срок.
Кандидатуру вице-президента предлагает кандидат в президенты Республики Абхазия. Вице-президентом может быть избран гражданин Абхазии не моложе 35 и не старше 65 лет, обладающий избирательным правом. На время выполнения своих полномочий вице-президент приостанавливает своё членство в политических партиях и общественных объединениях. Он не может являться депутатом Парламента и занимать другие должности в государственных и общественных органах, предпринимательских структурах.
Вице-президент Абхазии осуществляет по поручению президента отдельные его поручения. В случае отстранения президента от должности или его смерти, отставки либо неспособности осуществлять полномочия и обязанности президента, таковые переходят к вице-президенту. В случае отстранения, смерти, отставки или неспособности как президента, так и вице-президента осуществлять обязанности президента, таковые переходят к премьер-министру Республики Абхазия.

## Вице-президенты Абхазии
- Валерий Аршба (1994—2004)
- Рауль Хаджимба (2005—2009)
- Александр Анкваб (12 февраля 2010 — 26 сентября 2011)
- Михаил Логуа (26 сентября 2011 — 2 июня 2014)
- Виталий Габния (25 сентября 2014 — 22 августа 2018)
- Аслан Барциц (10 октября 2019 — 13 января 2020)
- Бадра Гунба (23 апреля 2020 — 2 апреля 2025)
- Беслан Бигвава (со 2 апреля 2025)